# Benawa (gmina)
Bieniów (niem. Benau) – dawna gmina wiejska istniejąca w latach 1945–1946 w woj. wrocławskim (dzisiejsze woj. dolnośląskie). Siedzibą władz gminy była Benawa (obecnie Bieniów).
Gmina Benawa powstała po II wojnie światowej na terenie tzw. Ziem Odzyskanych (tzw. II okręg administracyjny – Dolny Śląsk). 28 czerwca 1946 gmina – jako jednostka administracyjna powiatu żarskiego – weszła w skład nowo utworzonego woj. wrocławskiego.
Według stanu z 28 czerwca 1946 gmina liczyła 1298 mieszkańców. Gminę zniesiono krótko po tym, a jej obszar połączono ze zniesionymi gminami Kunice i Lubanice w nową gminę Kadłubia.